# François Martin Valentin Simmer
Pour les articles homonymes, voir Simmer.
François Martin Valentin Simmer, né le 7 août 1776 à Rodemack (Moselle), mort le 30 juillet 1847 à Clermont-Ferrand (Puy-de-Dôme), est un général français de la Révolution et de l’Empire.

## Biographie
Engagé au 4e bataillon de volontaires de la Moselle le 3 novembre 1791, il fait toutes les campagnes de la Révolution et de l'Empire. Il est nommé sous-lieutenant le 21 septembre 1792, au 7e régiment de cavalerie. Il est blessé d'un coup de feu qui lui casse le bras droit lors du siège de Maastricht le 2 mars 1793. Lieutenant le 18 avril 1794 il devient adjoint aux adjudants-généraux le 30 avril suivant, et il est blessé le 18 mai à la bataille de Tourcoing. Passé à l'armée des côtes de Cherbourg, il est blessé d'un coup de feu à l'épaule gauche le 31 août 1795. De 1796 à 1799 il sert aux armées du Rhin, d'Helvétie, du Nord et de Batavie. Il reçoit son brevet de capitaine le 5 octobre 1797, et de 1800 à 1804, il est affecté à l'armée Gallo-Batave et au camp de Brest. 
En 1805 il passe à l'état-major du 7e corps de la Grande Armée sous Augereau et le 21 février 1807 il devient chef d'escadron à l'état-major général de la Grande Armée. Il est blessé de deux coups de biscaïen à la Bataille d'Heilsberg le 10 juin et à celle de Friedland le 14 juin. En 1808 et 1809 il sert en Espagne et au Portugal, il assiste au siège d'Évora du 29 juillet au 3 août 1808. Envoyé à l'armée d'Allemagne en 1809, il reçoit une contusion au genou à la bataille d'Essling le 22 mai. Le 6 juillet il se trouve à la bataille de Wagram et il est créé baron de l'Empire le 15 août 1809. Le 24 août 1809, il devient adjudant-commandant chef d'état-major de la 1re division du 2e corps de la Grande Armée, et en 1810 il est envoyé à l'armée d'Espagne. 
Le 23 janvier 1811 il est chef d'état-major de la 3e division militaire à Metz, et le 29 mars il commande la colonne mobile de la 19e division militaire. Chef d'état-major de le 5e division du 1er corps de la Grande Armée le 30 septembre 1811, il participe en 1812 à la campagne de Russie sous Davout. Il est blessé de deux coups de feu le 5 septembre 1812 à l'attaque de la redoute de Schwardino, et il est promu général de brigade le 8 octobre suivant. Il a trois chevaux tués sous lui à la bataille de Krasnoï le 18 novembre, et il est blessé à la Bérézina le 28 novembre. Commandant la 2e division du 1er corps, il passe au 4e corps le 15 décembre 1812. Il sert en Allemagne en 1813, où il commande la 1re brigade de la 36e division d'infanterie du 11e corps du général Macdonald, et il est élevé au grade de commandeur de la Légion d'honneur le 4 mai 1813. Il est blessé par un boulet à la bataille de Goldberg le 23 août 1813, puis en 1814 il suit Macdonald lors de la campagne de France.
Commandant le département du Puy-de-Dôme le 23 juin 1814, il est fait chevalier de Saint-Louis le 19 juillet suivant. Le 11 mars 1815, il rejoint Napoléon à Lyon, à la tête du 72e de ligne, et il est élevé au grade de général de division le 21 avril 1815. Le 27 avril il prend le commandement de la 19e division d'infanterie du 6e corps du général Georges Mouton à l'armée du Nord, et le 18 juin il prend part à la bataille de Waterloo. Rétrogradé général de brigade, il est mis en non activité le 1er août 1815, et il est exilé au Mans le 26 février 1816. Le 28 décembre 1818 il est mis en disponibilité et il est admis à la retraite le 17 mars 1825.
Il est élu député du 1er arrondissement du Puy-de-Dôme le 10 juin 1828, réélu le 23 juin 1830, il vote l'adresse des 221 et soutient la monarchie de Juillet. Il est relevé de la retraite, réintégré dans son grade de lieutenant-général, et mis en disponibilité le 27 février 1831. Réélu député de la gauche le 5 juillet 1831, il siège au centre de 1832 à 1834. Non réélu le 2 juin 1834, il devient député du 4e collège du Puy-de-Dôme le 4 novembre 1837. Il ne se représente pas le 2 mars 1839, et il est admis dans la section de réserve le 8 août 1841. Il se représente à la députation, mais il échoue le 19 juillet 1842.

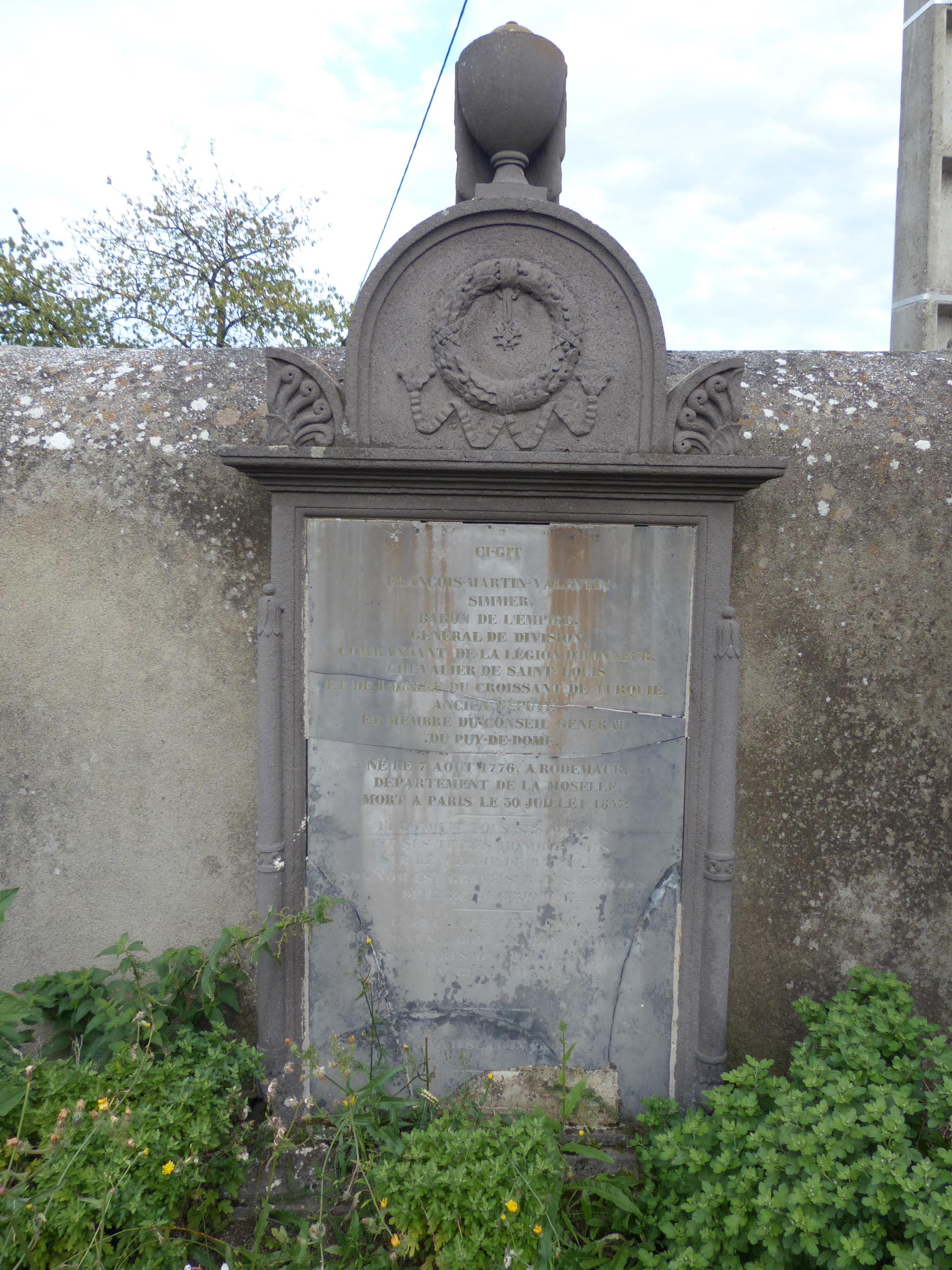
Piere tombale au cimetière de Varennes-sur-Morge.

Il meurt le 30 juillet 1847, à Clermont-Ferrand. Sa sépulture est dans le cimetière de Varennes-sur-Morge dans le département du Puy-de-Dôme

## Famille

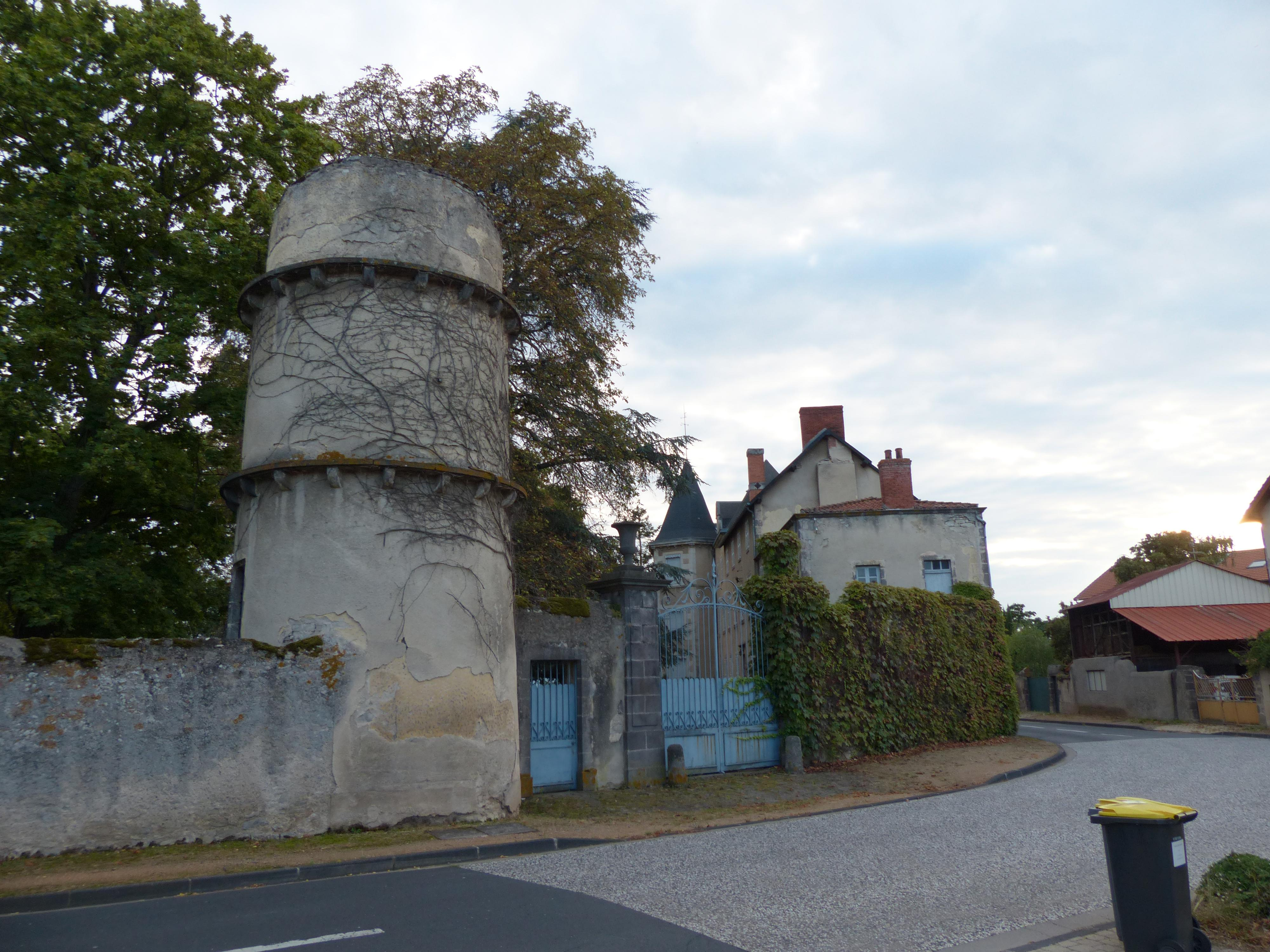
Le château de Varennes.

Il épouse en 1814, Marie Tournadre de Noaillat, fille d'un magistrat, Antoine Tournadre de Noaillat, qui lui apporte le château de Varennes, à Varennes-sur-Morge.

## Distinctions
- Il fait partie des 660 personnalités à avoir son nom gravé sous l'Arc de triomphe de l'Étoile. Il apparaît sur la 39e colonne (l’Arc indique SIMMER).

## Sources
- « François Martin Valentin Simmer », dans Adolphe Robert et Gaston Cougny, Dictionnaire des parlementaires français, Edgar Bourloton, 1889-1891 [détail de l’édition]
- « Cote LH/2519/63 », base Léonore, ministère français de la Culture
- Georges Six, Dictionnaire biographique des généraux & amiraux français de la Révolution et de l'Empire (1792-1814), Paris : Librairie G. Saffroy, 1934, 2 vol., p. 457